# Исаево (Калининский сельсовет)
Исаево — деревня в Тотемском районе Вологодской области при впадении Томанги в Цареву.
Входит в состав Калининского сельского поселения, с точки зрения административно-территориального деления — в Калининский сельсовет.
Расстояние по автодороге до районного центра Тотьмы — 30 км, до центра муниципального образования посёлка Царева — 5 км. Ближайшие населённые пункты — Кашинское, Климовская, Орловка, Радчино.
По переписи 2002 года население — 34 человека (13 мужчин, 21 женщина). Всё население — русские.